# Emma de Guader
Emma de Guader, född 1059, död efter 1096, var en engelsk adelsdam, gift med Ralph de Gael. Monarkens vägran att godkänna hennes äktenskap ledde till Earlernas revolt 1073. Hon är känd för sitt försvar av Norwich Castle 1075. Hon deltog i första korståget 1096.